# Мухаммад Сиях Калам

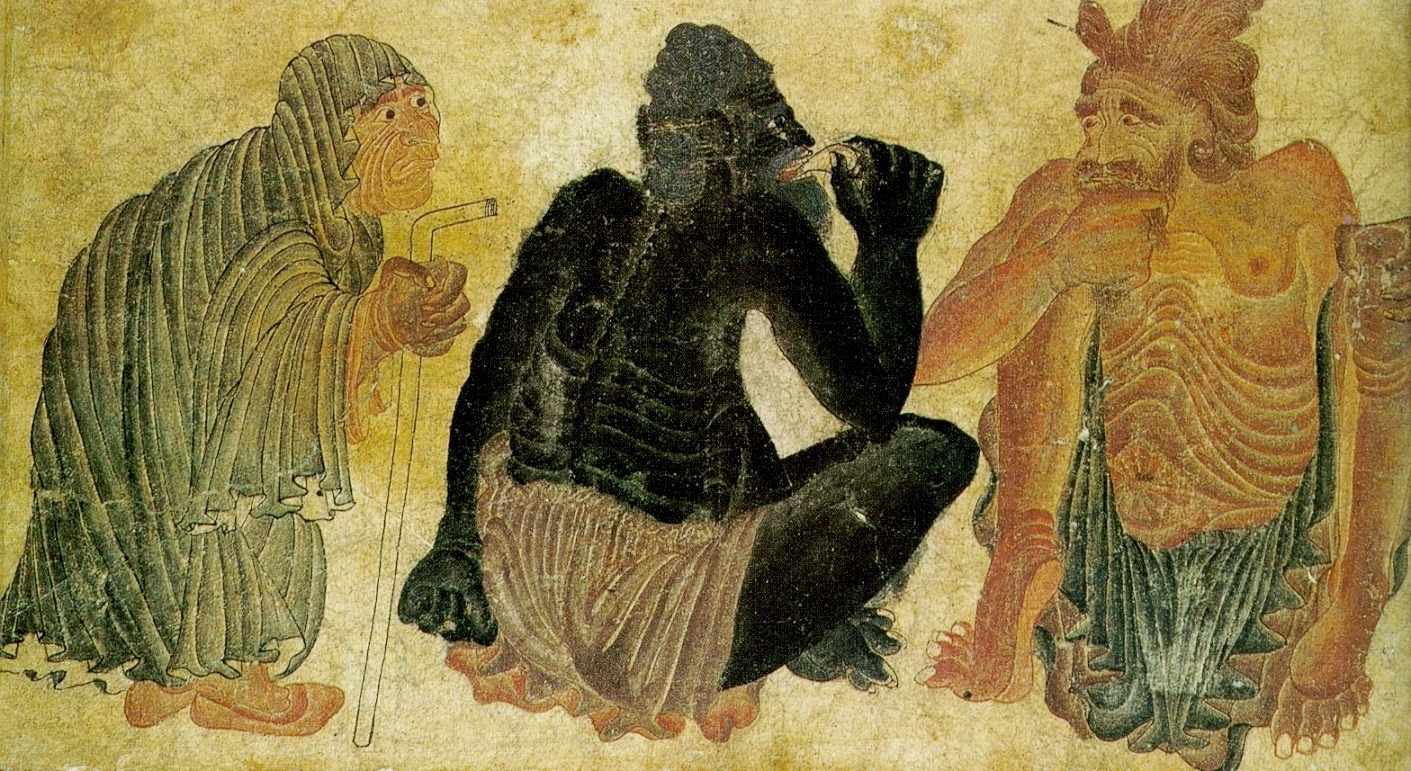
Сиях Калам. Беседа. XV в. Топкапы Сарай, Стамбул.

Мухаммад «Сиях Калам» (тур. Mehmed Siyah Kalem), также «Мастер Сиях калам» — персидский художник, работавший в XV веке.
Этот художник — одна из самых спорных фигур во всей персидской живописи. Его имя не зафиксировано в исторических источниках. Собственно, это не имя, а прозвище, поскольку «сиях калам» означает «чёрный калам», то есть «чёрная ручка». В стамбульском музее Топкапы Сарай хранится несколько рисунков подписанных этим именем, которые включены в «Альбом Завоевателя» (альбом назван так потому, что в нём кроме миниатюр, вырезанных из манускриптов XIV, XV и XVI веков, находятся два портрета османского султана Мехмеда II Завоевателя). В силу размытости представлений об этом художнике как реальном историческом персонаже, о нём уже несколько десятилетий не утихают дискуссии. Причём, подвергается сомнению всё: относятся ли надписи на рисунках к моменту их создания, или это более поздние надписи; являются ли рисунки продуктом одного художника, или целой мастерской; к какому веку они относятся, к XV или XVI; если к XV веку, то к какой половине — первой или второй, и т. д. Все специалисты сходятся только в том, что рисунки выполнены технически совершенно, что они нетипичны для персидской живописи, и что автору присуща безудержная фантазия. Сиях Калам изображал разнообразных демонов, сцены из жизни кочевников, дервишей, шаманов, и разных монстров. В его произведениях эти персонажи нарисованы тёмными красками, с преобладанием коричневых и синих тонов. Фантастические фигуры расположены друг против друга без всякого пейзажа или какого-либо иного предметного окружения. Им присуща драматическая жестикуляция, экспрессивная мимика, их одежда спускается тяжёлыми складками, однако идентифицировать каждого персонажа крайне сложно.

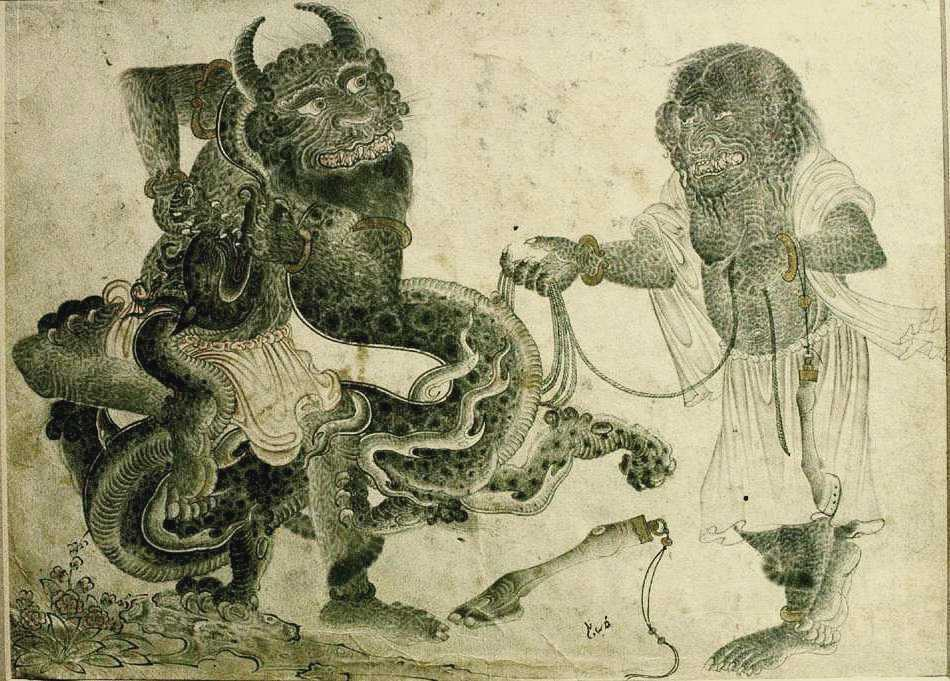
Сиях Калам. Борьба демона с драконом. XV в. Топкапы Сарай, Стамбул.

Одна часть учёных считает, что рисунки Сиях Калама созданы в Центральной Азии в начале XV века. Другая часть полагает, что эти рисунки появились благодаря туркменскому патронажу в западном Иране в конце XV века. О Сиях Каламе вышло несколько исследований, в которых прослеживается его связь с китайским и уйгурским искусством, проводятся параллели между его творчеством и искусством средневекового китайского художника Гун Кая. И по живописной манере и, главное, по духу рисунки Сиях Калама ближе к китайской традиции: в китайских средневековых повестях можно повстречать демона прямо на городской улице среди бела дня. Часть специалистов полагает, что Сиях Калам происходил из центральной Азии, причём из района, не затронутого исламизацией. Один из крупнейших знатоков персидской живописи Бэзил У. Робинсон считал, что Мухаммад Сиях Калам и Дервиш Мухаммад — это один и тот же художник.